# Norddeutscher Rundfunk
Norddeutscher Rundfunk (NDR) er en offentlig radio- og tv-station i Tyskland. NDR transmitteres i Nordtyskland og dækker delstaterne Hamborg, Niedersachsen, Slesvig-Holsten og Mecklenburg-Vorpommern. Hovedsædet ligger i Hamborg, i distriktet Eimsbüttels bydel Hamburg-Harvestehude.
NDR blev etableret i 1954 ved opsplitning af NWDR (Nordwestdeutscher Rundfunk) i NDR hhv. WDR (Westdeutscher Rundfunk). Den 1. april 1956 begyndte udsendelserne. NDR er medlem af ARD, en offentlig sammenslutning af radio- og tv-stationer i forbundsrepublikken Tyskland, og har cirka 3520 ansatte (pr. 31. december 2008). NDR's tv-kanal startede den 4. januar 1965 som III. Fernsehprogramm der Nordkette hvilket senere blev til Nord 3 eller blot N3. I december 2001 blev navnet ændret til NDR Fernsehen, i kanallogoet og tv-programmer dog blot NDR.
I Hamborg har NDR to hovedadresser, tv-huset befinder sig i Hamburg-Lokstedt, mens radiohuset og administrationen ligger på Rothenbaumchaussee i Hamburg-Harvestehude. I delstatshovedstæderne Hannover, Kiel og Schwerin samt i Hamborg, har radio og tv desuden lokal repræsentation, hvor det primære formål er at producere regionalprogrammer til de respektive delstater. Desuden har NDR regionale studier og korrespondentkontorer flere steder inden for sit dækningsområde:
- Niedersachsen: Studier i Braunschweig, Göttingen, Lüneburg, Oldenburg (det næststørste radiohus efter Hannover) og Osnabrück; korrespondentkontorer i Lingen/Emsland, Otterndorf/Niederelbe, Esens/Ostfriesland, Vechta, Verden, Hameln/Weserbergland og Wilhelmshaven.
- Slesvig-Holsten: Studier i Flensborg, Heide, Lübeck og Norderstedt.
- Mecklenburg-Vorpommern: Studier i Greifswald, Neubrandenburg og Rostock.

NDR står for ARD's udenlandske studier i London, Stockholm, Beijing, Tokyo, Singapore og New Delhi. Desuden deltager NDR i ARD's hovedstadsstudie i Berlin, samt i ARD's studier i Moskva, Warszawa, Bruxelles, Washington D.C., New York City og Los Angeles.
I Hamburg-Lokstedt producerer nyhedsredaktionen ARD-aktuell nyhedsudsendelserne Tagesschau, Tagesthemen, Nachtmagazin, EinsExtra aktuell samt internetportalen tagesschau.de.